# Kavliho cena
Kavliho cena (anglicky Kavli Prize) vznikla v roce 2005 (poprvé byla udělena 2008) jako společný projekt Norské akademie věd a literatury (Det Norske Videnskaps-Akademi: DNVA), Norského ministerstva školství a výzkumu (Kunnskapsdepartementet: KD) a Kavliho nadace (Kavli Foundation). Vyznamenává, podporuje a oceňuje vědce za zásadní výzkumy a objevy ve třech oblastech vědy: astrofyzika, nanověda a neurovědy, které mění „naše chápaní velkého, malého a komplexního“. Je udělována jednou za dva roky, vždy celkem tři ceny (po jedné pro každou výše uvedenou oblast vědy). 
Cena byla pojmenována po Fredu Kavlim, Američanovi norského původu. Fred Kavli se narodil v roce 1927 v malé vesnici Eresfjord asi 140 kilometrů od Trondheimu, do USA emigroval po dokončení Norské univerzity vědy a Technologie v Trondheimu. Každá Kavliho cena se skládá ze zlaté medaile, svitku a finanční odměny ve výši 1 miliónu USD. Zlatá medaile má průměr 70 milimetrů, tloušťku 5 milimetrů a váží 311 gramů. První tři Kavliho ceny byly uděleny 9. září 2008 v Oslu a předával je norský korunní princ Haakon Magnus. V další letech cenu předával též norský král Harald V.

## Nominační výbory
Norská akademie věd a literatury jmenuje tři nominační výbory pro udělování cen složené z předních vědců z celého světa poté, co obdrží doporučení od následujících organizací:
- Čínská akademie věd
- Francouzská akademie věd (Académie des sciences)
- Společnost Maxe Plancka
- Národní akademie věd Spojených států amerických (United States National Academy of Sciences)
- Norská akademie věd a literatury
- (Britská) Královská společnost (Royal Society for the Improvement of Natural Knowledge)

Kavliho cena je považována za možný předstupeň k Nobelově ceně.

## Laureáti ceny

### Laureáti za astrofyziku
| Rok  | Laureát | Laureát                          | Instituce                                                 | Země                                        | Citace |
| ---- | ------- | -------------------------------- | --------------------------------------------------------- | ------------------------------------------- | --- |
| 2008 |         | Maarten Schmidt                  | California Institute of Technology                        | Nizozemsko                                  | „za zásadní přínos k pochopení podstaty kvasarů“ |
| 2008 |         | Donald Lynden-Bell               | Cambridge University                                      | Spojené království                          | „za zásadní přínos k pochopení podstaty kvasarů“ |
| 2010 |         | Jerry E. Nelson                  | Lick Observatory, Kalifornská univerzita v Santa Cruz     | Spojené státy americké                      | „za jejich příns k vývoji obřích teleskopů“ |
| 2010 |         | Raymond N. Wilson                | Evropská jižní observatoř, Garching                       | Spojené království                          | „za jejich příns k vývoji obřích teleskopů“ |
| 2010 |         | James Roger Angel                | Steward Observatory, University of Arizona                | Spojené státy americké                      | „za jejich příns k vývoji obřích teleskopů“ |
| 2012 |         | David C. Jewitt                  | University of California, Los Angeles                     | Spojené království · Spojené státy americké | „pro objev a prozkoumání Kuiperova pásu a jeho největších těles, což zásadně rozšířilo naše porozumění historie planetárního systému“                                    |
| 2012 |         | Jane X. Luu                      | Lincoln Laboratory, Massachusetts Institute of Technology | Vietnam · Spojené státy americké            | „pro objev a prozkoumání Kuiperova pásu a jeho největších těles, což zásadně rozšířilo naše porozumění historie planetárního systému“                                    |
| 2012 |         | Michael E. Brown                 | California Institute of Technology                        | Spojené státy americké                      | „pro objev a prozkoumání Kuiperova pásu a jeho největších těles, což zásadně rozšířilo naše porozumění historie planetárního systému“                                    |
| 2014 |         | Alan Guth                        | Massachusetts Institute of Technology                     | Spojené státy americké                      | „za průkopnické teorie inflační kosmologie“ |
| 2014 |         | Andrej Linde                     | Stanford University                                       | Rusko · Spojené státy americké              | „za průkopnické teorie inflační kosmologie“ |
| 2014 |         | Alexej Alexandrovič Starobinskij | Landaův institut pro teoretickou fyziku, Rusko            | Rusko                                       | „za průkopnické teorie inflační kosmologie“ |
| 2016 |         | Ronald W.P. Drever               | California Institute of Technology                        | Spojené království                          | „za první pozorování gravitačních vln a jejich přímou detekci“ |
| 2016 |         | Kip S. Thorne                    | California Institute of Technology                        | Spojené státy americké                      | „za první pozorování gravitačních vln a jejich přímou detekci“ |
| 2016 |         | Rainer Weiss                     | Massachusetts Institute of Technology                     | Německo · Spojené státy americké            | „za první pozorování gravitačních vln a jejich přímou detekci“ |
| 2018 |         | Ewine van Dishoecková            | Universiteit Leiden, Nizozemsko                           | Nizozemsko                                  | „za souhrnný přínos k pozorování, teoretickému vysvětlení a laboratorní astrochemii, objasnění životního cyklu mezihvězdných mračen (oblaků) a vzniku hvězd a planet.“   |
| 2020 |         | Andrew Fabian                    | University of Cambridge                                   | Spojené království                          | „za přelomový výzkum v oblasti rentgenové astronomie, který zahrnuje širokou škálu témat od proudění plynu v kupách galaxií po supermasivní černé díry v jádře galaxií.“ |
| 2022 |         | Roger Ulrich                     | University of California, Los Angeles                     | Spojené státy americké                      | „za průkopnickou práci a vedoucí postavení v rozvoji helio- a asteroseismologie“                                                                                         |
| 2022 |         | Jørgen Christensen-Dalsgaard     | Aarhus Universitet, Dánsko                                | Dánsko                                      | „za průkopnickou práci a vedoucí postavení v rozvoji helio- a asteroseismologie“                                                                                         |
| 2022 |         | Conny Aerts                      | Katholieke Universiteit Leuven, Belgie                    | Belgie                                      | „za průkopnickou práci a vedoucí postavení v rozvoji helio- a asteroseismologie“                                                                                         |

### Laureáti za nanovědy
| Rok  | Laureát | Laureát                   | Instituce                                                      | Země                       | Citace |
| ---- | ------- | ------------------------- | -------------------------------------------------------------- | -------------------------- | --- |
| 2008 |         | Louis Brus                | Columbia University                                            | Spojené státy americké     | „za jejich velký přínos pro rozvoj nanověd v oblasti bezrozměrných a jednorozměrných nanostruktur ve fyzice, chemii a biologii“                                  |
| 2008 |         | Sumio Iijima              | Meijo University, Nagoja, Japonsko                             | Japonsko                   | „za jejich velký přínos pro rozvoj nanověd v oblasti bezrozměrných a jednorozměrných nanostruktur ve fyzice, chemii a biologii“                                  |
| 2010 |         | Donald Eigler             | IBM Almaden Research Center, San José, Kalifornie              | Spojené státy americké     | „za vývoj bezprecedentních metod ovládání hmoty v nanoměřítku“                                                                                                   |
| 2010 |         | Nadrian C. Seeman         | New York University                                            | Spojené státy americké     | „za vývoj bezprecedentních metod ovládání hmoty v nanoměřítku“                                                                                                   |
| 2012 |         | Mildred Dresselhausová    | Massachusetts Institute of Technology                          | Spojené státy americké     | „za pionýrský přínos ke studiu phononů, interakce elektron–phonon a termodynamice nanostruktur“                                                                  |
| 2014 |         | Thomas Ebbesen            | Univerzita ve Štrasburku                                       | Norsko · Francie           | „za zásadní přínos v oblasti nanooptiky, které prolomily dlouholeté přesvědčení o omezeních mezí rozlišovací schopnosti optické mikroskopie a zobrazování“       |
| 2014 |         | Stefan Hell               | Max Planck Institute for Biophysical Chemistry, Göttingen, SRN | Německo                    | „za zásadní přínos v oblasti nanooptiky, které prolomily dlouholeté přesvědčení o omezeních mezí rozlišovací schopnosti optické mikroskopie a zobrazování“       |
| 2014 |         | John Pendry               | Imperial College London                                        | Spojené království         | „za zásadní přínos v oblasti nanooptiky, které prolomily dlouholeté přesvědčení o omezeních mezí rozlišovací schopnosti optické mikroskopie a zobrazování“       |
| 2016 |         | Gerd Binnig               | IBM Zurich Research Laboratory, Švýcarsko                      | Německo                    | „za vynález a realizaci nanometrové mikroskopie, průlomové technologie měření a nanoobrábění, které i nadále mají transformační dopad na nanovědy a technologie" |
| 2016 |         | Christoph Gerber          | Univerzita v Basileji                                          | Švýcarsko                  | „za vynález a realizaci nanometrové mikroskopie, průlomové technologie měření a nanoobrábění, které i nadále mají transformační dopad na nanovědy a technologie" |
| 2016 |         | Calvin Quate              | Stanford University                                            | Spojené státy americké     | „za vynález a realizaci nanometrové mikroskopie, průlomové technologie měření a nanoobrábění, které i nadále mají transformační dopad na nanovědy a technologie" |
| 2018 |         | Emmanuelle Charpentierová | Max Planck Institute for Infection Biology, Berlín, SRN        | Francie · Německo          | „za vynález CRISPR-Cas9, přesného nanonástroje pro úpravu DNA, který způsobil revoluci v biologii, zemědělství a medicíně“                                       |
| 2018 |         | Jennifer Doudnaová        | Kalifornská univerzita v Berkeley                              | Spojené státy americké     | „za vynález CRISPR-Cas9, přesného nanonástroje pro úpravu DNA, který způsobil revoluci v biologii, zemědělství a medicíně“                                       |
| 2018 |         | Virginijus Šikšnys        | Vilniuská univerzita, Litva                                    | Litva                      | „za vynález CRISPR-Cas9, přesného nanonástroje pro úpravu DNA, který způsobil revoluci v biologii, zemědělství a medicíně“                                       |
| 2020 |         | Harald Rose               | Universität Ulm, SRN                                           | Německo                    | „pro zobrazování s rozlišením pod 100 pikometrů a chemickou analýzu pomocí elektronových svazků“                                                                 |
| 2020 |         | Maximilian Haider         | CEOS GmbH                                                      | Rakousko                   | „pro zobrazování s rozlišením pod 100 pikometrů a chemickou analýzu pomocí elektronových svazků“                                                                 |
| 2020 |         | Knut Urban                | Forschungszentrum Jülich, SRN                                  | Německo                    | „pro zobrazování s rozlišením pod 100 pikometrů a chemickou analýzu pomocí elektronových svazků“                                                                 |
| 2020 |         | Ondrej Krivanek           | Nion Co                                                        | Spojené království · Česko | „pro zobrazování s rozlišením pod 100 pikometrů a chemickou analýzu pomocí elektronových svazků“                                                                 |
| 2022 |         | Jacob Sagiv               | Weizmann Institute of Science, Israel                          | Izrael                     | „pro samouspořádané monovrstvy (SAM) na pevných substrátech; molekulární povlaky k řízení vlastností povrchu“                                                    |
| 2022 |         | Ralph Nuzzo               | University of Illinois at Urbana-Champaign, USA                | Spojené státy americké     | „pro samouspořádané monovrstvy (SAM) na pevných substrátech; molekulární povlaky k řízení vlastností povrchu“                                                    |
| 2022 |         | David Allara              | Pennsylvania State University, USA                             | Spojené státy americké     | „pro samouspořádané monovrstvy (SAM) na pevných substrátech; molekulární povlaky k řízení vlastností povrchu“                                                    |
| 2022 |         | George M. Whitesides      | Harvard University, USA                                        | Spojené státy americké     | „pro samouspořádané monovrstvy (SAM) na pevných substrátech; molekulární povlaky k řízení vlastností povrchu“                                                    |

### Laureáti za neurovědy
| Rok  | Laureát          | Laureát                                                     | Instituce                                               | Země                                                               | Citace                                                                                            |
| ---- | ---------------- | ----------------------------------------------------------- | ------------------------------------------------------- | ------------------------------------------------------------------ | ------------------------------------------------------------------------------------------------- |
| 2008 |                  | Sten Grillner                                               | Institut Karolinska, Švédsko                            | Švédsko                                                            | „za objevy týkající se vývojové a funkční logiky neuronálních obvodů“                             |
| 2008 |                  | Thomas Jessell                                              | Columbia University                                     | Spojené království · Spojené státy americké                        | „za objevy týkající se vývojové a funkční logiky neuronálních obvodů“                             |
| 2008 |                  | Pasko Rakic                                                 | Yaleova univerzita: Yale University School of Medicine  | Srbsko · Spojené státy americké                                    | „za objevy týkající se vývojové a funkční logiky neuronálních obvodů“                             |
| 2010 |                  |                                                             |                                                         |                                                                    |                                                                                                   |
|      | Richard Scheller | Genentech, South San Francisco, Kalifornie                  | Spojené státy americké                                  | „pro objevení molekulárnícho základů uvolňování neurotransmiterů.“ |                                                                                                   |
|      | Thomas Südhof    | Stanford University: Stanford University School of Medicine | Německo                                                 | „pro objevení molekulárnícho základů uvolňování neurotransmiterů.“ |                                                                                                   |
|      |                  | James Rothman                                               | Yaleova univerzita                                      | „pro objevení molekulárnícho základů uvolňování neurotransmiterů.“ | Spojené státy americké                                                                            |
| 2012 |                  | Cornelia Bargmannová                                        | Rockefeller University                                  | Spojené státy americké                                             | „pro objasnění základních neuronálních mechanismů, které jsou základem vnímání a rozhodování“     |
| 2012 |                  | Winfried Denk                                               | Max Planck Institute for Medical Research, Mnichov, SRN | Německo                                                            | „pro objasnění základních neuronálních mechanismů, které jsou základem vnímání a rozhodování“     |
| 2012 |                  | Ann Graybielová                                             | Massachusetts Institute of Technology                   | Spojené státy americké                                             | „pro objasnění základních neuronálních mechanismů, které jsou základem vnímání a rozhodování“     |
| 2014 |                  | Brenda Milnerová                                            | Montreal Neurological Institute, McGill University      | Kanada                                                             | „pro objevení specializovaných mozkových sítí pro paměť a poznávání“                              |
| 2014 |                  | John O'Keefe                                                | University College London                               | Spojené království                                                 | „pro objevení specializovaných mozkových sítí pro paměť a poznávání“                              |
| 2014 |                  | Marcus Raichle                                              | Washington University in St. Louis                      | Spojené státy americké                                             | „pro objevení specializovaných mozkových sítí pro paměť a poznávání“                              |
| 2016 |                  | Eve Marderová                                               | Brandeis University                                     | Spojené státy americké                                             | „pro objevení mechanismů, které umožňují zkušenostem a nervové aktivitě přetvářet mozkové funkce“ |
| 2016 |                  | Michael Merzenich                                           | University of California, San Francisco                 | Spojené státy americké                                             | „pro objevení mechanismů, které umožňují zkušenostem a nervové aktivitě přetvářet mozkové funkce“ |
| 2016 |                  | Carla J. Shatzová                                           | Stanford University                                     | Spojené státy americké                                             | „pro objevení mechanismů, které umožňují zkušenostem a nervové aktivitě přetvářet mozkové funkce“ |
| 2018 |                  | A. James Hudspeth                                           | Rockefeller University                                  | Spojené státy americké                                             | „za objevy v oblasti molekulárních a nervových mechanismů sluchu“                                 |
| 2018 |                  | Robert Fettiplace                                           | University of Wisconsin–Madison                         | Spojené království · Spojené státy americké                        | „za objevy v oblasti molekulárních a nervových mechanismů sluchu“                                 |
| 2018 |                  | Christine Petitová                                          | Collège de France, Paříž                                | Francie                                                            | „za objevy v oblasti molekulárních a nervových mechanismů sluchu“                                 |
| 2020 |                  | David Julius                                                | University of California, San Francisco                 | Spojené státy americké                                             | „za zásadní objevy receptorů pro teplotu a tlak“                                                  |
| 2020 |                  | Ardem Patapoutian                                           | Scripps Research, Howard Hughes Medical Investigator    | Libanon · Spojené státy americké                                   | „za zásadní objevy receptorů pro teplotu a tlak“                                                  |
| 2022 |                  | Jean-Louis Mandel                                           | Univerzita ve Štrasburku, Francie                       | Francie                                                            | „za průkopnické objevy genů, které jsou základem řady mozkových poruch“                           |
| 2022 |                  | Harry T. Orr                                                | University of Minnesota Medical School, USA             | Spojené státy americké                                             | „za průkopnické objevy genů, které jsou základem řady mozkových poruch“                           |
| 2022 |                  | Huda Zoghbiová                                              | Baylor College of Medicine, USA                         | Libanon · Spojené státy americké                                   | „za průkopnické objevy genů, které jsou základem řady mozkových poruch“                           |
| 2022 |                  | Christopher A. Walsh                                        | Harvardova univerzita: Harvard Medical School, USA      | Spojené státy americké                                             | „za průkopnické objevy genů, které jsou základem řady mozkových poruch“                           |